# Tóxicos ambientais e desenvolvimento fetal
Tóxicos ambientais e desenvolvimento fetal é o impacto de diferentes substâncias tóxicas do ambiente no desenvolvimento do feto. Este artigo trata dos potenciais efeitos adversos de tóxicos ambientais no desenvolvimento pré-natal tanto do embrião quanto do feto, assim como em complicações na gravidez. O embrião ou feto humano é relativamente suscetível ao impacto de condições adversas no ambiente materno. Condições fetais inadequadas frequentemente causam vários graus de atrasos no desenvolvimento, tanto físicos quanto mentais, para o bebê em crescimento. Embora algumas variáveis ocorram como resultado de condições genéticas relacionadas ao pai, muitas são diretamente causadas por toxinas ambientais às quais a mãe é exposta. Diversas toxinas representam um risco significativo para fetos durante o desenvolvimento. Um estudo de 2011 constatou que praticamente todas as mulheres grávidas dos Estados Unidos carregam múltiplos produtos químicos, incluindo alguns proibidos desde a década de 1970, em seus corpos. Pesquisadores detectaram bifenilos policlorados, pesticidas organoclorados, compostos perfluorados, fenóis, éteres difenílicos polibromados, ftalatos, hidrocarbonetos aromáticos policíclicos, perclorato, PBDEs (compostos usados como retardadores de chama) e diclorodifeniltricloroetano (DDT), um pesticida proibido nos Estados Unidos em 1972, nos corpos de 99 a 100 por cento das gestantes testadas. Entre outros estrogênios ambientais, o bisfenol A (BPA) foi identificado em 96 por cento das mulheres pesquisadas. Vários desses produtos químicos estavam nas mesmas concentrações que já foram associadas a efeitos negativos em crianças em outros estudos, e acredita-se que a exposição a múltiplos produtos químicos possa ter um impacto maior do que a exposição a apenas uma substância.

## Efeitos
Ver também
Os tóxicos ambientais podem ser descritos separadamente de acordo com os efeitos que causam, como anomalias estruturais, crescimento alterado, deficiências funcionais, neoplasia congênita ou até morte do feto.

### Parto prematuro
Um em cada dez bebês nos Estados Unidos nasce prematuro e cerca de 5% têm baixo peso ao nascer. O parto prematuro, definido como nascimento com menos de 37 semanas de gestação, é um grande contribuinte para a mortalidade infantil durante a infância. Exposições a toxinas ambientais como chumbo, fumaça de tabaco e DDT têm sido associadas a aumento do risco de aborto espontâneo, baixo peso ao nascer ou parto prematuro.

### Anomalia congênita estrutural
Substâncias tóxicas capazes de causar anomalias congênitas estruturais podem ser chamadas de teratógenos. São agentes extrínsecos ao embrião ou feto que exercem efeitos deletérios, levando ao aumento do risco de malformação, carcinogênese, mutagênese, função alterada, crescimento deficiente ou perda gestacional.
Os teratógenos são classificados em quatro categorias principais:
- Drogas na gravidez – além de produtos químicos ambientais, inclui uso recreativo de drogas e fármacos.
- Infecções transmitidas verticalmente
- Radiação, como raios X
- Forças mecânicas, como oligohidrâmnio

Os teratógenos afetam o feto por diversos mecanismos, incluindo:
- Interferência na taxa de proliferação celular, como em infecções virais e ionização
- Vias biossintéticas alteradas, como visto em defeitos cromossômicos
- Interações celulares ou teciduais anormais, como visto em diabetes
- Fatores extrínsecos
- Interação limiar de genes com teratógenos ambientais

### Transtorno do neurodesenvolvimento
Efeitos neuroplásticos da poluição podem dar origem a transtornos do neurodesenvolvimento. O transtorno do espectro autista (TEA) é um transtorno do neurodesenvolvimento que se apresenta como déficits em interações sociais e comunicações. Esses déficits podem variar em intensidade e no grau de comprometimento da função diária. Isso pode incluir alexitimia, comportamentos agressivos, dificuldade em regular emoções, comportamento repetitivo e falta de empatia. O TEA é conhecido por ter muitos fatores, incluindo epigenéticos, genéticos e ambientais. Essas descobertas sobre o autismo são, no entanto, controversas, com muitos pesquisadores acreditando que o aumento das taxas em certas áreas seja consequência de métodos de rastreamento e diagnóstico mais precisos.

## Toxicantes e seus efeitos
Substâncias que foram identificadas como particularmente nocivas incluem chumbo (que é armazenado nos ossos da mãe), fumaça de cigarro, álcool, mercúrio (um toxicante neurológico consumido através do peixe), dióxido de carbono e radiação ionizante.

### Álcool
O consumo de álcool na gravidez pode resultar em uma série de distúrbios conhecidos como Transtorno do espectro alcoólico fetal. O mais grave deles é a Síndrome alcoólica fetal. Essas duas condições podem levar a uma grande variedade de defeitos que podem afetar o feto física, cognitiva e neurodesenvolvimentalmente, além de causar déficits neurocomportamentais. Essas alterações dependem da gravidade do consumo de álcool e do momento da gestação em que ocorre. As características físicas da síndrome alcoólica fetal podem incluir anormalidades faciais, déficit de crescimento e disfunção no desenvolvimento do sistema nervoso central. Diferenças comportamentais e emocionais também são muito comuns em pacientes com essa síndrome.

### Fumaça de tabaco
A exposição fetal à fumaça de tabaco pré-natal pode resultar em uma ampla gama de dificuldades comportamentais, neurológicas e físicas. Os efeitos adversos incluem natimorto, descolamento da placenta, prematuridade, menor peso médio ao nascer, defeitos congênitos físicos (como fenda palatina), redução da função pulmonar e aumento do risco de mortalidade infantil.

### Mercúrio
O mercúrio elementar e o metilmercúrio são duas formas de mercúrio que podem apresentar riscos de envenenamento por mercúrio na gravidez. O metilmercúrio, um contaminante mundial de frutos do mar e peixes de água doce, é conhecido por produzir efeitos adversos no sistema nervoso, especialmente durante o desenvolvimento cerebral. Comer peixe é a principal fonte de exposição ao mercúrio em humanos, e alguns peixes podem conter níveis suficientes para prejudicar o sistema nervoso em desenvolvimento de um embrião ou feto, levando, por vezes, a dificuldades de aprendizagem. O mercúrio está presente em muitos tipos de peixes, mas é encontrado principalmente em peixes grandes.
Um caso bem documentado de ingestão generalizada de mercúrio e complicações subsequentes no desenvolvimento fetal ocorreu na década de 1950 na Baía de Minamata, no Japão. Utilizado por uma planta industrial próxima na fabricação de plásticos, o metilmercúrio foi descartado nas águas da baía, onde passou a ser ingerido regularmente por muitos moradores que consumiam os peixes locais como alimento básico. Logo, muitos habitantes que consumiam a carne contaminada começaram a apresentar efeitos negativos; contudo, o mercúrio afetou especialmente mulheres grávidas e seus fetos, resultando em alta taxa de abortos espontâneos. Os recém-nascidos sobreviventes expostos ao mercúrio in utero apresentaram taxas extremamente altas de deficiências físicas e intelectuais, bem como anomalias físicas decorrentes da exposição durante estágios-chave do desenvolvimento fetal.
A Administração de Alimentos e Medicamentos dos Estados Unidos e a Agência de Proteção Ambiental dos Estados Unidos recomendam que mulheres grávidas não consumam peixe-espada, tubarão, cavala-rei e peixe-tile, e que limitem o consumo de atum branco a no máximo 170 g por semana.
Altos níveis de mercúrio em recém-nascidos na Faixa de Gaza são teorizados como resultado de armamentos de guerra.
A exposição ao mercúrio na gravidez também pode causar defeitos nos membros.

### Chumbo
Os efeitos adversos da exposição ao chumbo na gravidez incluem aborto espontâneo, baixo peso ao nascer, atrasos neurológicos, anemia, encefalopatia, paralisia e cegueira.
O sistema nervoso em desenvolvimento do feto é particularmente vulnerável à toxicidade do chumbo. A toxicidade neurológica é observada em filhos de mulheres expostas devido à capacidade do chumbo de atravessar a barreira placentária. Uma preocupação especial para mulheres grávidas é que parte do chumbo acumulado nos ossos é liberado no sangue durante a gestação. Vários estudos fornecem evidências de que até mesmo exposições maternas baixas ao chumbo produzem déficits intelectuais e comportamentais em crianças.

### Cádmio
O cádmio é um metal pesado que a Agência de Proteção Ambiental dos Estados Unidos classifica como provável carcinógeno humano. A população em geral é frequentemente exposta ao cádmio por diversas fontes industriais e agrícolas, sendo a dieta considerada o principal meio de exposição. O metal pesado demonstrou causar danos aos rins, ossos e sistemas neurológicos. Mulheres grávidas correm maior risco de problemas de saúde devido ao aumento da absorção do metal durante a gestação. O cádmio também pode representar riscos à saúde do feto, alguns deles ao longo da vida, já que interfere na função placentária e no desenvolvimento fetal. Há evidências de alterações no tamanho ao nascer associadas a altos níveis de exposição ao cádmio, particularmente em meninas. Embora estudos mostrem que níveis relativamente baixos de exposição ao cádmio podem afetar os resultados da gravidez, mais pesquisas devem ser feitas para confirmar esses efeitos, estabelecer diretrizes atualizadas de limitação de exposição e explorar formas de reduzir a exposição, particularmente durante a gestação.

### Dioxina
Dioxinas e compostos semelhantes às dioxinas persistem no ambiente por muito tempo e são amplamente disseminadas, de modo que todas as pessoas possuem alguma quantidade de dioxinas no corpo. A exposição intrauterina a dioxinas e compostos semelhantes às dioxinas tem sido associada a alterações sutis no desenvolvimento do feto. Os efeitos na criança mais tarde na vida incluem mudanças na função hepática, nos níveis de hormônio da tireoide, nos níveis de glóbulos brancos e desempenho reduzido em testes de aprendizado e inteligência.

### Poluição do ar
A poluição do ar pode afetar negativamente uma gravidez, resultando em taxas mais altas de partos prematuros, restrição de crescimento e problemas cardíacos e pulmonares no bebê.
Compostos como monóxido de carbono, dióxido de enxofre e dióxido de nitrogênio têm potencial para causar sérios danos quando inalados por uma gestante. Baixo peso ao nascer, parto prematuro, retardo de crescimento intrauterino e anomalias congênitas foram todos associados à exposição fetal à poluição do ar. Embora a poluição possa ser encontrada praticamente em todos os lugares, existem fontes específicas conhecidas por liberar substâncias tóxicas que devem ser evitadas, se possível, por aqueles que desejam permanecer relativamente livres de toxinas. Essas substâncias incluem, entre outras: siderúrgicas, estações de tratamento de água e esgoto, incineradores de esgoto, fábricas de automóveis, refinarias de petróleo e fábricas de produtos químicos.
O controle da poluição do ar pode ser difícil. Por exemplo, em Los Angeles, foram criadas regulamentações para controlar a poluição impondo regras sobre emissões industriais e veiculares. Melhorias foram feitas para atender a essas regulamentações. Apesar dessas melhorias, a região ainda não atende aos padrões federais para ozônio e material particulado. Aproximadamente 150.000 nascimentos ocorrem todos os anos em Los Angeles. Assim, quaisquer efeitos que a poluição do ar tenha sobre o desenvolvimento humano in utero são de grande preocupação para os que vivem nesta região.
Material particulado (PM) consiste em uma mistura de poluentes particulados que permanecem no ar e variam por região. Essas partículas são muito pequenas, variando de PM10 a PM2.5, que podem facilmente entrar nos pulmões. O material particulado tem sido associado à morbidade e mortalidade cardiorrespiratória aguda. O crescimento intrauterino tem sido mostrado como afetado pelo material particulado, levando a desfechos prejudiciais no desenvolvimento fetal, como crescimento pobre ou lento, aumentando a morbidade e mortalidade fetal. Um estudo de 2012 descobriu que as exposições a PM2.5 diferiam por raça/etnia, idade, bem como status socioeconômico, levando certas populações a experimentar maiores impactos negativos na saúde devido à poluição ambiental, especialmente relacionada ao material particulado.

### Pesticidas
Os pesticidas são criados com o propósito específico de causar danos (a insetos, roedores e outras pragas). Eles têm o potencial de causar sérios danos a um feto em desenvolvimento, caso sejam introduzidos no ambiente fetal. Estudos demonstraram que pesticidas, particularmente fungicidas, foram detectados em análises do sangue do cordão umbilical de bebês, provando que tais toxinas são de fato transferidas para o corpo do bebê. No geral, os dois pesticidas mais frequentemente detectados no sangue do cordão umbilical são o dietiltoluamida (DEET) e o vinclozolin (um fungicida). Embora a toxicidade de pesticidas não seja mencionada com tanta frequência quanto outros métodos de toxicidade ambiental, como a poluição do ar, a contaminação pode ocorrer a qualquer momento apenas por realizar atividades cotidianas, como caminhar por uma área contaminada ou comer alimentos que não foram devidamente lavados. Em 2007 apenas, 1,1 bilhão pounds (500 kt) de pesticidas foram encontrados no ambiente.
Uma revisão de 2013 de 27 estudos sobre exposições pré-natais e na primeira infância a pesticidas organofosforados descobriu que todos, exceto um, mostraram desfechos negativos no neurodesenvolvimento. Nos dez estudos que avaliaram a exposição pré-natal, "déficits cognitivos (relacionados à memória de trabalho) foram encontrados em crianças de 7 anos, déficits comportamentais (relacionados à atenção) observados principalmente em crianças pequenas, e déficits motores (reflexos anormais), observados principalmente em neonatos."
Uma revisão sistemática dos efeitos neurodesenvolvimentais da exposição pré-natal e pós-natal a pesticidas organofosforados foi realizada em 2014. A revisão concluiu que "a maioria dos estudos que avaliaram a exposição pré-natal observou um efeito negativo sobre o desenvolvimento mental e um aumento dos problemas de atenção em crianças em idade pré-escolar e escolar."
Em 2017, um estudo analisou os possíveis efeitos dos pesticidas agrícolas em mais de 500.000 nascimentos em uma região predominantemente agrícola da Califórnia e comparou suas descobertas com desfechos de nascimento em outras áreas menos agrícolas do estado. No geral, eles descobriram que a exposição a pesticidas aumentou os desfechos adversos de nascimento em 5–9%, mas apenas entre as mães expostas às maiores quantidades de pesticidas.

### Benzenos
A exposição materna ao benzeno tem sido associada a defeitos cerebrais fetais, especialmente defeitos do tubo neural. O benzeno pode ser encontrado em produtos de limpeza, cola ou adesivos, diluentes ou removedores de tinta, escapamento, vapores de gasolina e fumaça de tabaco. Em um estudo, a exposição a BTEX (benzeno, tolueno, etilbenzeno, xilenos) durante o primeiro trimestre da gravidez mostrou uma associação negativa com o diâmetro biparietal do cérebro entre 20 e 32 semanas de gestação. Mulheres com alta exposição ao tolueno tiveram de três a cinco vezes mais casos de aborto espontâneo do que aquelas com baixa exposição, e mulheres com exposição ocupacional ao benzeno mostraram taxas aumentadas de abortos. A exposição ocupacional paterna ao tolueno e ao formaldeído também foi associada a abortos espontâneos em suas parceiras. O desenvolvimento normal é altamente controlado por hormônios, e a interrupção causada por substâncias químicas artificiais pode mudar permanentemente o curso do desenvolvimento. O ozônio ambiente tem sido associado negativamente à concentração de espermatozoides em homens; substâncias químicas relacionadas às operações de petróleo e gás não convencionais (por exemplo, benzeno, tolueno, formaldeído, etilenoglicol e ozônio) foram associadas a impactos negativos na qualidade do sêmen, particularmente à redução da contagem de espermatozoides.
Um estudo de 2011 encontrou uma relação entre defeitos do tubo neural e a exposição materna ao benzeno, um composto associado à extração de gás natural. O estudo constatou que mães que viviam em áreas de recenseamento do Texas com maiores níveis de benzeno ambiente tinham mais probabilidade de ter filhos com defeitos do tubo neural, como a espinha bífida, do que mães que viviam em áreas com menores níveis de benzeno.

### Outros
- Calor e ruído também têm efeitos significativos sobre o desenvolvimento.[8]
- Dióxido de carbono – redução da entrega de oxigênio ao cérebro, deficiências intelectuais[8]
- Radiação ionizante – aborto espontâneo, baixo peso ao nascer, defeitos físicos de nascença, cânceres infantis[8]
- A exposição ambiental ao perclorato em mulheres com hipotireoidismo causa risco significativo de baixo QI na criança.[37]

## Evitar toxinas ambientais relevantes na gravidez
O Colégio Americano de Enfermeiras Obstétricas recomenda as seguintes precauções para minimizar a exposição a toxinas ambientais relevantes na gravidez:
- Evitar materiais de pintura como vitrais, tintas a óleo e esmaltes cerâmicos, utilizando em vez disso aquarela ou tintas e esmaltes acrílicos.
- Verificar a qualidade da água da torneira ou da água engarrafada e mudar os hábitos de consumo de água se necessário.
- Se morar em uma casa construída antes de 1978, verificar se foi usada tinta com chumbo. Caso tenha sido, a tinta que estiver descascando ou esfarelando não deve ser tocada; um profissional deve removê-la e o local deve ser evitado durante a remoção ou lixamento.
- Para reduzir a exposição a pesticidas: lavar bem todos os produtos agrícolas, descascar frutas e vegetais ou comprar produtos orgânicos, se possível.
- Evitar qualquer produto de limpeza rotulado como "tóxico" ou com aviso no rótulo, e em vez disso usar produtos naturais, bicarbonato de sódio, vinagre e/ou água para limpeza.

## Desenvolvimento do gás natural
Em um estudo rural no Colorado sobre o desenvolvimento do gás natural, verificou-se que a residência materna dentro de um raio de 10 milhas de poços de gás natural tinha associação positiva com a prevalência de defeitos cardíacos congênitos (DCCs) e defeitos do tubo neural (DTNs). Junto com essa constatação, foi observada uma pequena associação entre o peso médio ao nascer e a densidade e proximidade dos poços de gás natural. A exposição materna por meio dos poços de gás natural pode ocorrer na forma de benzeno, solventes, hidrocarbonetos aromáticos policíclicos (HAPs) e outros poluentes do ar, como tolueno, dióxido de nitrogênio e dióxido de enxofre.
Na Pensilvânia, o número de poços produtores de gás natural não convencional aumentou de zero em 2005 para 3689 em 2013. Um estudo de 2016 com 9384 mães e 10946 recém-nascidos no Sistema de Saúde Geisinger, na Pensilvânia, constatou que a exposição residencial pré-natal ao desenvolvimento de gás natural não convencional foi associada a parto prematuro e a registros médicos de gravidez de alto risco. No sudoeste da Pensilvânia, a proximidade materna a perfurações de gás não convencional foi associada à redução do peso ao nascer. Não estava claro qual via de exposição — ar, solo ou água — poderia ser atribuída à associação. Mais pesquisas e estudos maiores sobre esse tema são necessários.
Desreguladores endócrinos são compostos que podem interferir no desenvolvimento normal e nos níveis hormonais normais em humanos. Substâncias químicas desreguladoras endócrinas (EDCs) podem interagir com receptores hormonais, além de alterar as concentrações hormonais no corpo, levando a respostas hormonais incorretas e prejudicando o funcionamento normal de enzimas. A extração de petróleo e gás tem contribuído para a presença de EDCs no ambiente, em grande parte devido ao alto risco de contaminação de águas subterrâneas e superficiais que acompanha essas extrações. Além da contaminação da água, a extração de petróleo e gás também leva a maiores níveis de poluição do ar, criando outra via de exposição a esses desreguladores endócrinos. Esse problema muitas vezes é subnotificado e, portanto, a verdadeira magnitude do impacto é subestimada. Em 2016, um estudo Arquivado em 2017-05-06 no Wayback Machine foi conduzido para avaliar a necessidade de um componente endócrino em avaliações de saúde para perfuração e extração de petróleo e gás em áreas densamente povoadas. Com o alto potencial de liberação de substâncias químicas de petróleo e gás durante a extração, especificamente substâncias já demonstradas como interferentes da produção e função hormonal normal, os autores enfatizaram fortemente a necessidade de incluir um componente focado na função endócrina e na saúde geral nas avaliações de saúde, e como isso, por sua vez, impacta o meio ambiente.

## Papel da placenta
A placenta saudável é uma membrana semipermeável que funciona como barreira para a maioria dos patógenos e para certas substâncias xenobióticas. No entanto, ela é, por natureza, uma barreira imperfeita, já que sua principal função é transportar substâncias necessárias ao crescimento e ao desenvolvimento. O transporte placentário pode ocorrer por difusão passiva para moléculas menores solúveis em lipídios ou por transporte ativo para substâncias maiores e/ou eletricamente carregadas. Alguns produtos químicos tóxicos podem ser transportados ativamente. A dose de uma substância recebida pelo feto é determinada pela quantidade transportada através da placenta, bem como pela taxa de metabolismo e eliminação da substância. Como o feto possui um metabolismo imaturo, ele não consegue desintoxicar substâncias de forma eficiente; e, como a placenta desempenha papel fundamental na troca de substâncias entre mãe e feto, qualquer substância tóxica à qual a mãe esteja exposta será transportada para o feto, podendo então afetar seu desenvolvimento. Dióxido de carbono, chumbo, etanol (álcool) e fumaça de cigarro são exemplos de substâncias com alta probabilidade de atravessar a placenta.
Identificar riscos potenciais para o desenvolvimento fetal requer base científica. Em 2004, Robert Brent propôs um conjunto de critérios para identificar causas de malformações congênitas, também aplicáveis à toxicidade do desenvolvimento em geral. Esses critérios são:
- Estudos de epidemiologia bem conduzidos mostram de forma consistente uma relação entre determinados efeitos e a exposição à substância.
- Tendências de dados sustentam a relação entre diferentes níveis de exposição e o efeito específico.
- Estudos em animais fornecem evidências da correlação entre exposição a substâncias e efeitos particulares.[43]

## Leituras adicionais
- Agin, Dan (2009). More Than Genes: What Science Can Tell Us About Toxic Chemicals, Development, and the Risk to Our Children. Nova Iorque: Oxford University Press. ISBN 978-0-19-538150-4
- Buelke-Sam, Judy; Kimmel, Carol A., eds. (1994). Developmental Toxicology 2nd ed. Nova Iorque: Raven Press. ISBN 0-7817-0137-6
- Chudley, T. V. N.; Persaud, A. E.; Skalko, Richard G. (1985). Basic Concepts in Teratology. Nova Iorque: Alan R. Liss. ISBN 0-8451-0241-9
- Schardein, James L., ed. (2000). Chemically Induced Birth Defects 3rd ed. Nova Iorque: Marcel Dekker. ISBN 0-8247-0265-4
- Steingraber, Sandra (2001). Having Faith: An Ecologist's Journey to Motherhood. Cambridge, MA: Perseus Publishing. ISBN 1-903985-14-5